# Pedro Doménech Grao
Pedro Doménech Grao, nació en Isla Cristina, provincia de Huelva, en 1835. Consiguió su fortuna en América, a su vuelta, el indiano, como se conocían a los españoles que volvían del Nuevo Mundo, fue nombrado presidente del Club Náutico en 1887. Muere en Barcelona en 1898.